# Pareuchaetes cadavessa
Pareuchaetes cadavessa är en fjärilsart som beskrevs av Druce 1884. Pareuchaetes cadavessa ingår i släktet Pareuchaetes och familjen björnspinnare. Inga underarter finns listade i Catalogue of Life.